# O sköna sabbatsvila
O sköna sabbatsvila är en psalm med text av A Vermelin och musik skriven 1864 av Samuel Sebastian Wesley. Texten översattes före 1948 till svenska av Emy Grundberg. Texten bearbetades 1986 av Gunnar Melkstam.

## Publicerad i
- Psalmer och sånger 1987 som nr 445 under rubriken "Kyrkan och nådemedlen - Helg och gudstjänst".[1]